# 下塔尔
下塔尔（法語：Tart-le-Bas，法語發音：[taʁ lə ba]）是法国科多尔省的一个市镇，与上塔尔相邻，属于第戎区。

## 地理
下塔尔（47°12'18"N, 5°13'27"E）面积4.66 平方千米，位于法国勃艮第-弗朗什-孔泰大區科多尔省，该省份为法国中东部省份，北起奥布省，西接涅夫勒省和约讷省，南至索恩-卢瓦尔省，东南接汝拉省，东临上索恩省，东北部与上马恩省接壤。
与下塔尔接壤的市镇（或旧市镇、城区）包括：瓦朗日、让利斯、普吕韦、塔尔、隆若-普吕沃。

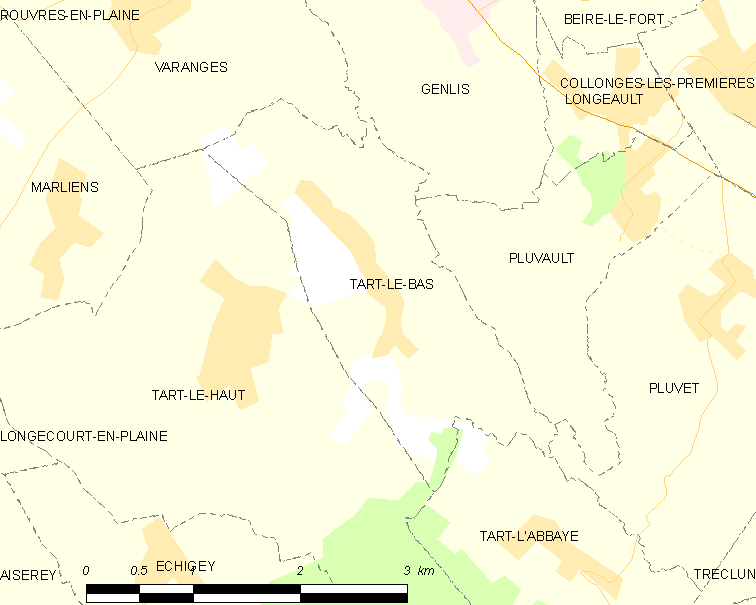
下塔尔的OSM定位图

下塔尔的时区为UTC+01:00、UTC+02:00（夏令时）。

## 行政
下塔尔的邮政编码为21110，INSEE市镇编码为21622。

## 政治
下塔尔所属的省级选区为让利斯县。

## 人口

1962-2008年间下塔尔人口变化图示

下塔尔于2022年1月1日时的人口数量为243人。